# Marco Del Lungo
Marco Del Lungo (* 1. März 1990 in Tarquinia) ist ein italienischer Wasserballspieler. Er erkämpfte mit der italienischen Nationalmannschaft eine Bronzemedaille bei Olympischen Spielen. 2019 war er Weltmeister sowie 2022 und 2024 Weltmeisterschaftszweiter. 2014 und 2024 gewann er Europameisterschaftsbronze.

## Sportliche Karriere
Der 1,90 Meter große Marco Del Lungo begann seine Karriere bei AS Civitavecchia. Von 2011 bis 2021 spielte er bei AN Breschia, mit diesem Verein wurde er 2021 italienischer Meister. Ab 2021/22 gewann er drei Meistertitel mit Pro Recco.
Marco Del Lungo begann seine Karriere im Tor der italienischen Wasserball-Nationalmannschaft 2013 hinter Stefano Tempesti. Nach Tempestis Rücktritt 2016 wurde Gianmarco Nicosia zweiter Torhüter hinter Del Lungo.
Bei der Weltmeisterschaft 2013 in Barcelona siegten die Italiener im Viertelfinale mit 4:3 über die spanischen Gastgeber. Nach Niederlagen im Halbfinale gegen Montenegro und im Spiel um Bronze gegen Kroatien belegten die Italiener den vierten Platz. 2014 bei der Europameisterschaft in Budapest gewannen die Italiener die Bronzemedaille hinter den Serben und den Ungarn. 2015 folgte der vierte Platz bei der Weltmeisterschaft in Kasan, im Spiel um den dritten Platz unterlagen die Italiener im Penaltyschießen gegen die griechische Mannschaft. Das letzte Turnier des Gespanns Tempesti und Del Lungo waren die Olympischen Spiele 2016 in Rio de Janeiro. In der Vorrunde belegten die Italiener den dritten Platz hinter Spanien und Kroatien. Nach einem Viertelfinalsieg gegen Griechenland unterlagen die Italiener den Serben im Halbfinale mit 8:10. Im Spiel um den dritten Platz besiegten die Italiener die Mannschaft Montenegros mit 12:10. Del Lungo spielte im Halbfinale 20 Minuten, Tempesti fast zwölf Minuten. Im Spiel um Bronze spielte Tempesti durch.
2017 fiel Marco Del Lungo wegen Masern aus und konnte nicht an der Weltmeisterschaft 2017 in Budapest teilnehmen. Im Jahr darauf bei der Europameisterschaft 2018 in Barcelona unterlagen die Italiener den Kroaten im Spiel um den dritten Platz. Del Lungo wehrte im Spiel um Bronze sechs von dreizehn Versuchen ab. Bei der Weltmeisterschaft 2019 in Gwangju gewannen die Italiener ihre Vorrundengruppe. Nach einem Viertelfinalsieg gegen Griechenland und einem Halbfinalsieg gegen Ungarn schlugen die Italiener im Finale die Spanier mit 10:5. Bei den erst 2021 ausgetragenen Olympischen Spielen in Tokio belegten die Italiener den siebten Platz.
2022 bei der Weltmeisterschaft in Budapest bezwangen die Italiener Im Halbfinale die griechische Mannschaft. Im Endspiel unterlagen sie den Spaniern im Penaltyschießen. Bei der Europameisterschaft 2022 in Split verloren die Italiener im Halbfinale mit 10:11 gegen die Kroaten. Im Spiel um Bronze unterlagen sie den Spaniern mit 6:7. Im Jahr darauf bei der Weltmeisterschaft in Fukuoka verloren die Italiener im Viertelfinale gegen die Serben nach Penaltyschießen. In den Platzierungsspielen wurden die Italiener Fünfte. Im Januar 2024 unterlagen die Italiener im Halbfinale der Europameisterschaft in Kroatien den Spaniern. Das Spiel um Bronze gewannen die Italiener mit 12:7 gegen die Ungarn. Im Februar bei der Weltmeisterschaft in Doha erreichten die Italiener mit einem Sieg über die Spanier das Endspiel. Dort unterlagen sie den Kroaten nach Penaltyschießen. Bei den Olympischen Spielen 2024 in Paris unterlagen die Italiener im Viertelfinale den Ungarn im Penaltyschießen. In diesem Match spielte Del Lungo durch, beim Penaltyschießen wurde Gianmarco Nicosia eingewechselt. In den Platzierungsspielen erreichten die Italiener den siebten Platz.